# Caffeine
Caffeine – indonezyjski zespół muzyczny z Bandungu. Został założony w 1996 roku. 
Okres ich największej aktywności przypadł na 2000 r. i początek XXI wieku.
W 2000 r. wydali swój pierwszy album pt. Hijau, który uzyskał status podwójnej platyny. W 2002 r. wydali drugi album pt. Yang Tak Terlupakan, który umocnił ich pozycję na indonezyjskiej scenie muzycznej. Ich album Di Telinga dan Di Mataku z 2003 r. ponownie przyniósł im platynę. W 2006 r. zmarł pierwotny basista zespołu Yandi Sebastian (wówczas zastąpił go Gagan Erwin), a w 2013 r. zmarł gitarzysta Danny Saofit. Pozostali członkowie zespołu to: Rudy Nugraha (wokal), Beni Anwar (gitara), Suyudi Quyud (perkusja), Daniel Djaya (klawisze), Alamsyah (bas).

## Dyskografia
Źródło: .
Albumy
- 2000: Hijau
- 2002: Yang Tak Terlupakan
- 2003: Di Telinga Dan Di Mataku
- 2004: The Best of Caffeine
- 2009: Trilogi of Caffeine
- 2012: Audiography